# Aurora australis (libro)
El Aurora australis es considerado como el primer libro escrito, ilustrado, impreso y encuadernado en la Antártida. Esta obra fue producida durante la Expedición Antártica Imperial Británica 1907-09, conocida como la Expedición Nimrod, la cual fue dirigida por el explorador anglo-irlandés Sir Ernest Shackleton.
Producido en su totalidad por miembros de la expedición, el libro fue editado por el propio Shackleton y encuadernado con piel de foca. Fue impreso por Ernest Joyce y Frank Wild, quienes realizaron un curso intensivo de tipografía e impresión antes de zarpar, impartido por la firma londinense "Sir Joseph Causton & Sons Limited".  Esta misma compañía fue la que equipó a la expedición con una planta de impresión en miniatura y suministró el papel y la tinta necesarios.
Las ilustraciones (litografías y grabados efectuados con la técnica del aguafuerte) representan la vida cotidiana de los expedicionarios y la naturaleza del continente y fueron realizadas por el artista del grupo, George Marston. La producción de Aurora Australis fue una de las actividades culturales que Shackleton fomentó para evitar el posible efecto negativo del frío en la psicología del grupo, mientras que el equipo de la expedición pasaba el invierno en el cabo Royds de la isla de Ross, situada en el Estrecho de McMurdo.
Debido a que las copias de Aurora Australis no fueron numeradas, se desconoce a ciencia cierta cuántas de ellas se produjeron. Shackleton pudo haber pensado originalmente vender las copias a su regreso de la Antártida. Sin embargo, todos los ejemplares fueron distribuidos entre los miembros de la expedición y entregados a otros "amigos y benefactores de la expedición". Se estima que se imprimieron alrededor de cien ejemplares, de los cuales se conservan en bibliotecas o colecciones privadas alrededor de setenta. Las copias originales del libro se suelen identificar por el interior de las cubiertas: éstas fueron creadas mediante la reutilización de las tablas de madera de las cajas de suministros que la expedición trajo consigo desde Europa y Nueva Zelanda, por lo que algunos ejemplares mantienen las etiquetas de los embalajes de alimentos.

## Galería
|  |
|  |

|  |
|  |

|  |
|  |

|  |
|  |

|  |
|  |

|  |
|  |

|  |
|  |

|  |
|  |